# 芥川城
芥川城（あくたがわじょう）は、大阪府高槻市にあったとされる日本の城。近年ではその存在に疑義が呈されている（後述）。同じ高槻市の三好山にある山城も「芥川城」と呼称されており、『日本城郭大系』ではその山城を「芥川山城」、本城を「芥川城」と区別している。

## 概要
芥川城は、平安時代末期より摂津国島上郡芥川宿を拠点とした芥川氏（芥河氏）の屋敷とされる。芥川氏は鎌倉時代には幕府の御家人へと成長し、南北朝時代前後には北摂地域の国人一揆の中心となっている。芥川氏が成長するのに合わせ、芥川城の城域も拡大していったと考えられた。
その推定地は、芥川宿の西端北部一帯（芥川橋の東詰め北部一帯）で、芥川町3・4丁目、紫町、殿町にわたって東西4町（436メートル）、南北2町（218メートル）の城域を有していたと推測された。京都方面から西進してきた西国街道は、芥川橋から東に約550メートルの地点で南に折れ、100メートルほど進んだ後、再び西に進んでいるが、『高槻市史』では、芥川城の拡張にあたりその城域を確保したことによるものとされている。
応仁の乱が起きると、芥川氏は西軍の軍門に降り、それ以後、芥川本家の活動は見えなくなる。文明14年（1482年）に細川政元と対立した摂津国人一揆が守護代・薬師寺元長により鎮圧されており、芥川氏もこの時弾圧を受けた可能性が考えられる。この後、延徳2年（1490年）12月に細川政元が芥川を訪ね、本所領に人足を賦課している。
永正13年（1516年）1月には、細川高国の命を受けた能勢頼則により芥川山城が築かれていた。芥川城はこれに伴って、平時の居館として活用されるようになったとの見方がある。
なお、本城の存在を示す唯一の同時代史料として『宇津山記』があり、これによると永正2年（1505年）1月の時点で能勢頼則が芥川城主を務めているとされている。しかし、これは永正13年（1516年）1月の誤りであると考えられ、ここでの芥川城は芥川山城を指すものとなる。後世の伝承においては、元禄14年（1701年）の地誌『摂陽群談』や享保20年（1735年）の『摂津志』、寛永元年（1748年）の大絵図に、芥川山城を指すとみられる城はあるものの、芥川城は確認できない。天保7年（1836年）の大絵図では芥川宿北部に「芥川氏ノ古城」との記載があるが、信憑性に疑いがある。これらのことから、芥川城の実在は不確かとなっている。

## 城跡へのアクセス
- 電車でのアクセス
  - JR京都線（東海道本線）高槻駅から徒歩10分
- 車でのアクセス
  - 名神高速道路 茨木IC - 国道171号線
  - 近隣には駐車場無し